# Struny (film)
Struny – polski telewizyjny film obyczajowy z 1977 w reżyserii Zbigniewa Kuźmińskiego.

## Fabuła
Akcja filmu toczy się w stoczni na Wybrzeżu (zdjęcia do filmu realizowano w Gdańsku). W związku z niesprawdzeniem się w produkcji nowej technologii spawania, do zakładu przyjeżdża ekspert z Warszawy. Okazuje się nim inżynier Stefan Łotocki, który pięć lat wcześniej, w wyniku układów personalno-zawodowych został zmuszony do odejścia z pracy. Teraz spotyka dawnych znajomych, którzy "pomogli" mu w odejściu, odczuwając satysfakcję zawodową. Niestety, przy okazji odwiedzin u byłej żony, którą porzucił, jednocześnie nie jest w stanie uregulować swoich spraw osobistych.

## Obsada
- Stanisław Frąckowiak - inżynier Stefan Łotocki
- Anna Mozolanka - Jadwiga Łotocka, była żona Stefana
- Henryk Bista - inżynier Kazimierz Smolarz
- Zbigniew Gawroński
- Lech Grzmociński - dyrektor stoczni
- Kazimierz Łastawiecki
- Stanisław Michalski - stoczniowiec Wacław
- Tadeusz Pokrzywko
- Zofia Bujak
- Kazimierz Błaszczyński
- Waldemar Gajewski
- Marian Łaszewski
- Edward Ożana
- Iwo Pangiełow
- Andrzej Szaciłło
- Marta Szczepaniak
- Jerzy Tadeusiak - pasażer samolotu